# Pieve della Natività di Maria
La pieve della Natività di Maria, chiamata anche chiesa della Natività di Maria è una chiesa sussidiaria della parrocchia della Natività di Maria di Ronco all'Adige, in provincia e diocesi di Verona; fa parte del vicariato dell’Est Veronese, precisamente dell'Unità Pastorale Albaredo-Ronco.

## Storia
La pieve di Ronco all’Adige ha radici antiche, visto che nacque per volontà del conte Milone, il quale, sul sito dell’attuale edificio, fece edificare una cappella dedicata alla Vergine Maria nel 929.

Milone, nel suo testamento, stabilì che tutti i suoi beni, in caso di mancanza di discendenza, passassero al monastero di San Zaccaria in Venezia, che doveva utilizzarli in suffragio suo, della moglie Vulperga e dei suoi parenti legittimi.

Queste disposizioni furono oggetto di contrasti tra i Sambonifacio e il monastero lagunare che andarono avanti per alcuni secoli, fino al 1348, quando i monaci rinunciarono definitivamente ai beni ronchesani.
Nella Bolla pontificia di Papa Eugenio III Piae Postulatio Voluntatis del 1145 la chiesa è ricordata come pieve.
Il luogo di culto miloniano non subì modifiche salvo le riparazioni in seguito al terremoto del 1117, i lavori fatti eseguire dall’arciprete Galiziano nel 1181 per ripararla e i rifacimenti nel 1400, quando furono ristrutturati l’abside e il presbiterio.
Con la visita pastorale dei delegati del Vescovo di Verona Gian Matteo Giberti nel 1526 si viene a sapere che la chiesa è una pieve con arciprete, che il parroco viene eletto e che vi è il giuspatronato della veneziana famiglia Cocco.

In questo periodo viene costruita la canonica, demolita nel 1965.
Il parroco don Girolamo Manieri fece ricostruire la chiesa nel 1583, come ricorda l’epigrafe sopra il portale d’ingresso, rimasto lo stesso anche dopo la ricostruzione del XIX secolo.
Alla fine del Settecento, con parroco don Gaspare Bragadino, si decise di costruire un nuovo altare maggiore assieme all’intero presbiterio e al coro, mentre al 1708 risale la costruzione dell’altare della Madonna delle Grazie.
Poco dopo il nuovo parroco don Girolamo Marini decise di ricostruire l’intera chiesa, in stile neoclassico, usando materiale di spoglio. I lavori, iniziati nel 1802 (anche se la prima pietra fu posta il 9 maggio 1805), proseguirono fino al 1892, anno della consacrazione, avvenuta il 2 luglio, del nuovo edificio per mano del Vescovo di Verona Monsignor (e futuro Cardinale) Bartolomeo Bacilieri, mentre era parroco il Beato Giuseppe Baldo.
La facciata, su progetto riadattato di Adriano Cristofali, che dà direttamente sulla strada antistante, fu costruita nella sua forma attuale tra il 1903 e il 1904.
Nel 1943 si decise di ampliare il tabernacolo dell’altare maggiore e nel 1949 fu inaugurato il presbiterio rinnovato.

Nel 1959 fu sistemato il tetto della chiesa.
In occasione dell’arrivo in parrocchia dell’urna con le reliquie del patrono della diocesi, San Zeno, tra il 2 e il 3 settembre 1963, il Vescovo di Verona Monsignor (oggi Venerabile) Giuseppe Carraro suggerì al parroco di costruire una nuova chiesa parrocchiale, cosa che avvenne a partire dal 1964.
Il trasferimento della statua marmorea della Madonna nel 1967 nel nuovo edificio sacro, adiacente alla vecchia pieve e aperto al culto dal 1965, comportò l’abbandono di quest’ultima, con conseguente degrado, visto che fu trasformata in un magazzino.
Nel 2002 si decise di intervenire con un restauro totale del tempio, secondo il progetto dell’ingegnere Alberto Maria Sartori. I lavori durarono fino al 2005 e riportarono la chiesa a nuovo splendore, destinandola ad usi civici.

## Descrizione

### Esterno
La facciata a capanna, su disegno riadattato del Cristofali, in stile neoclassico, è rivolta a nordest. Quattro grandi lesene con capitelli corinzi, poggianti su alte zoccolature, sostengono il timpano con cornice a dente di sega, al cui vertice superiore svetta  una grande Croce.
Al centro della facciata vi è il portale d’ingresso, con timpano, risalente alla chiesa cinquecentesca. Non esiste più la gradinata di accesso ad esso, contenente reperti romani, andati perduti dopo l’asportazione della stessa negli anni Sessanta del XX secolo. Questo rende tale ingresso inutilizzabile.

### Interno
L’interno è un’unica aula con quattro cappelle laterali.

La copertura è costituita da una volta a botte, mentre il pavimento è in lastroni di pietra bianca con motivo geometrico a cornice grecata costituito da intarsi in marmo rosso Verona.
Il prospetto interno è ritmato da lesene con capitelli ionici su cui è impostata la trabeazione presente nell’intero perimetro.
In controfacciata è presente il soppalco ligneo della cantoria.
Dei quattro altari laterali due (quelli della Madonna delle Grazie e del Crocifisso) risalgono al 1719, mentre gli altri sono più recenti.
L’altare di maggiore pregio è quello della Madonna delle Grazie, il primo a destra, in marmo finemente lavorato e con nicchia che accoglieva la statua della Madonna, oggi nella nuova chiesa parrocchiale.

Presso questo altare vi sono due iscrizioni. Quella a sinistra, voluta dal parroco Beato don Giuseppe Baldo, ricorda la scampata esondazione dell’Adige nel 1882, mentre quella di destra, voluta dal parroco don Agostino Frigo, ricorda il pericolo corso a causa del fiume nel novembre 1719.
La decorazione della chiesa è del pittore Adometti, mentre i grandi affreschi sono del pittore Gaetano Miolato e risalgono al 1923, su modelli di Ludovico Seitz.

Nell’aula troviamo, a sinistra, partendo dal presbiterio, la Comunità orante (firmato e datato) e lo Sposalizio della Vergine’’, mentre sul lato destro troviamo ‘’Gesù tra i dottori del Tempio e la Fuga in Egitto. Fra queste due opere è collocato il pulpito.

Altri affreschi di Miolato, sul lato sinistro, sono l'Annunciazione, la Visita della Vergine Maria a Santa Elisabetta e la Natività.
Le vetrate delle quattro finestre a lunetta erano state dipinte da Agostino Pegrassi, ma dopo l’abbandono della chiesa si sono frantumate.
Il presbiterio è a base quadrangolare, rialzato di due gradini rispetto all’aula e coperto da una volta a botte con unghie laterali con quattro tondi dove sono raffigurati angeli e simboli sacri.

La luce naturale viene introdotta in questa zona dell’edificio da due finestre rettangolari.
Il pavimento è in quadrotte di marmo chiaro a corsi diagonali all’interno di un reticolo realizzato con listelli in breccia rosata e tozzetti quadrati in marmo venato nei punti d’intersezione.

Nel presbiterio Miolato dipinse una Deposizione di Gesù, una Discesa dello Spirito Santo e una Incoronazione della Vergine in una lunetta. La Natività di Maria è invece una copia di quella nella nuova chiesa.

## Campanile e campane
Il campanile è in stile romanico ed è addossato alla parete di fondo del presbiterio. A pianta quadrata, ha un fusto massiccio in mattoni di laterizio a vista, mentre la cella campanaria ha una bifora per lato (di cui risultano parzialmente tamponata quella di nordest).

La copertura è a pigna in laterizio, su cui svetta una Croce metallica con banderuola segnavento. Risulta circondata da quattro pinnacoli agli angoli, con Croci metalliche.
La torre è stata restaurata nel 1958 e presenta numerosi resti romani, soprattutto nel basamento, tra cui un’ara con iscrizione in latino.

I reperti romani perduti della scalinata d’ingresso alla chiesa costituivano un tutt’uno con quelli del campanile.
Il concerto campanario presente oggi sulla torre è composto da 6 campane in RE3, montate veronese e a doppio sistema, cioè suonabili sia manualmente sia elettricamente.

Questi i dati del concerto:
1 – RE3 – diametro 1264 mm - peso 1153 kg - fusa nel 1894 da Cavadini di Verona.
2 – MI3 – diametro 1100 mm - peso 797 kg - fusa nel 1838 da Cavadini di Verona.
3 – FA#3 – diametro 993 mm – peso 594 kg - fusa nel 1913 da Cavadini di Verona.
4 – SOL3 – diametro 924 mm – peso 476 kg - fusa nel 1838 da Cavadini di Verona.
5 – LA3 – diametro 822 mm – peso 334 kg – fusa nel 1838 da Cavadini di Verona.
6 – SI3 – diametro 710 mm – peso 210 kg – fusa nel 1988 da Capanni di Castelnovo ne' Monti (RE).
Dal Diario veronese del suonatore di campane Luigi Gardoni si legge in data 6 ottobre 1838 della fusione di cinque campane per Ronco all’Adige nella fonderia di Luigi Cavadini alla Bernarda.